# Hưng Khánh, Trấn Yên
Hưng Khánh là một xã thuộc huyện Trấn Yên, tỉnh Yên Bái, Việt Nam.

## Địa lý
Xã Hưng Khánh nằm trên trục đường Quốc lộ 37 nối liền thành phố Yên Bái và thị xã Nghĩa Lộ, nằm ở độ cao 600m so với mặt nước biển, có vị trí địa lý:
- Phía đông giáp xã Hưng Thịnh
- Phía tây giáp xã Hồng Ca
- Phía nam giáp huyện Văn Chấn
- Phía bắc giáp xã Lương Thịnh.

Xã Hưng Khánh có diện tích 29,09 km², dân số năm 2019 là 6.567 người, mật độ dân số đạt 226 người/km².
Dân cư trong xã chủ yếu là dân tộc Tày, phần còn lại là dân tộc Kinh.

## Hành chính
Xã Hưng Khánh được chia thành 11 thôn: 1, 2, 3, 4, 5, 6, 7, 8, 9, 10, 11.